# Corazzatura Krupp
La corazzatura Krupp fu un tipo di corazzatura in acciaio che, a partire dalla fine del XIX secolo, fu impiegata nella costruzione delle più importanti navi da guerra. Sviluppata dalla tedesca Friedrich Krupp AG nel 1893, soppiantò rapidamente la corazzatura Harvey impiegata fino a quel momento.

## Produzione
Le prime corazzature Krupp erano molto simili alle Harvey, tuttavia, mentre nelle corazzatura Harvey si impiegava generalmente acciaio legato al nichel la lega usata per l'acciaio Krupp era al 3,5%-4% nichel, 1,5-2% cromo e una piccola percentuale di molibdeno 
Per la produzione della corazza Krupp si utilizzò carbocementazione in fase gassosa, che garantiva una maggiore penetrazione del carbonio. Una volta che il carbonio era penetrato a sufficienza, la lega era riscaldata fino a che il calore non penetrava per il 30-40% dello spessore, poi si effettuava rapidamente una tempra con getti di acqua e olio su entrambe le superfici.
L'acciaio era prodotto in un Forno Martin-Siemens e colato in un unico lingotto che poteva arrivare fino a 60 t di peso. Il lingotto era riscaldato uniformemente e pressato nella forma di una piastra, quindi laminato a caldo più volte fino ad assumere uno spessore simile a quello desiderato nella lastra finale. La piastra veniva quindi riscaldata in forno a bassa temperatura fino a che la lastra non si appiattiva. Si formava quindi un sandwich di due lastre con uno strato formato da una miscela di carbone vegetale e animale spessa 15 cm che veniva ricoperta di sabbia e scaldata in una fornace ad alta temperatura per un periodo che poteva arrivare anche a tre settimane. Una volta estratta dal forno la lastra era immediatamente piegata nella forma desiderata e indurita riscaldandola e raffreddandola in un bagno d'olio. La lastra veniva quindi tagliata e forata nei punti desiderati (poiché dopo il trattamento successivo non sarebbe stato più possibile perforarla con attrezzi), quindi una faccia veniva temprata riscaldandola ad una temperatura molto più alta del retro ed era quindi raffreddata rapidamente con getti d'acqua fredda.
Il processo di produzione era molto lungo e potevano trascorrere anche nove mesi dall'ordine al prodotto finito.
La corazzatura Krupp fu rapidamente adottata dalle marine più importanti del mondo. Prove balistiche dimostrarono che una corazzatura Krupp spessa 10,2" (259 mm) offriva la stessa protezione di una corazzatura Harvey spessa 12" (304 mm). All'inizio del XX secolo fu a sua volta resa obsoleta dalla corazzatura cementata Krupp.